# Marjasaari (ö i Södra Savolax, S:t Michel, lat 61,47, long 27,41)
Marjasaari är en ö i Finland. Den ligger i sjön Saimen och i kommunen Sankt Michel i den ekonomiska regionen  S:t Michel och landskapet Södra Savolax, i den södra delen av landet, 200 km nordost om huvudstaden Helsingfors. Öns area är 8,7 hektar och dess största längd är 400 meter i öst-västlig riktning.